# Řečanka přímořská
Řečanka přímořská (Najas marina) neboli řečanka pomořská je druh jednoděložné vodní rostliny z čeledi voďankovité (Hydrocharitaceae). Starší taxonomické systémy ji většinou řadily do samostatné čeledi řečankovité (Najadaceae).

## Popis
Jedná se o jednoletou vodní rostlinu s ponořenými listy i květy a kořenící ve dně. Listy jsou jednoduché, vstřícné až v přeslenech, přisedlé s listovými pochvami, které nejsou srostlé. Čepele jsou celistvé, čárkovité, jednožilné, na okraji výrazně osténkatě zubaté. Listové pochvy jsou celokrajné. Květy jsou jednopohlavné, je to dvoudomá rostlina. Květy jsou jednotlivé, dosti redukované. Samčí květy mají na bázi soubor toulcovitých šupin a baňkovitý dvoupyský obal, který je někdy interpretován jako okvětí. Samičí květy jsou zcela nahé. Samčí květy obsahují 1 tyčinku s přisedlým prašníkem. Opylování se děje pomocí vody (hydrogamie). V samičích květech je gyneceum složené ze 3 plodolistů, je pseudomonomerické. Semeník je svrchní. Plodem je nažka.

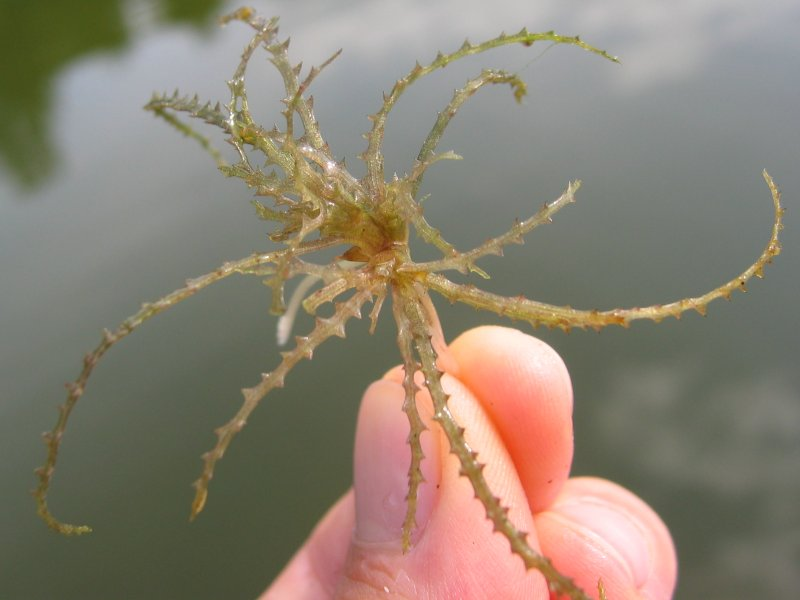
Řečanka přímořská

## Rozšíření ve světě
Řečanka přímořská roste přirozeně v teplejších částech Evropy a Asie, dále v Severní Americe mimo Kanadu a Aljašku, ve Střední Americe, Jižní Americe, Austrálii, v některých částech Afriky, v Polyneésii a možná i jinde. Obývá sladké až brakické vody.

## Rozšíření v Česku
V ČR to je poměrně vzácný druh a patří mezi silně ohrožené druhy flóry ČR, kategorie C2. Roste v nížinách až pahorkatinách.